# ایهاب المصری
ایهاب المصری (انگلیسی: Ihab El-Masry؛ زادهٔ ۲۲ اکتبر ۱۹۸۵) یک ورزشکار اهل مصر است.
از باشگاه‌هایی که در آن بازی کرده‌است می‌توان به باشگاه فوتبال المصری و تیم ملی فوتبال مصر اشاره کرد.
وی همچنین در تیم ملی فوتبال مصر بازی کرده است.